# Lijst van partnersteden in Albanië
Hieronder staat een lijst van steden in Albanië die een partnerstad of zusterstad hebben. De steden staan alfabetisch gerangschikt.

## Partnersteden in Albanië

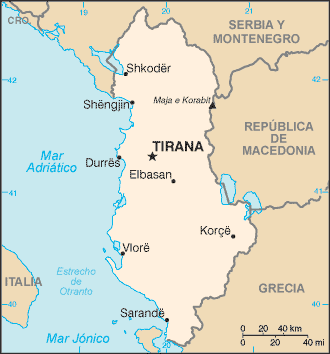
Kaart van Albanië

### B
Berat, gelegen in centraal Albanië.
- Ploiești, Roemenië

### D
Durrës, gelegen in het westen van Albanië tegen de Adriatische Zee.
- Istanboel, Turkije
- Pristina, Kosovo
- Prizren, Kosovo
- Bari, Italië
- Ulcinj, Montenegro

### F
Fier, gelegen in het zuidwesten van Albanië.
- Cleveland, Verenigde Staten

### K
Kamëz, gelegen in centraal Albanië.
- Yonkers, Verenigde Staten

Korçë, gelegen in het zuidoosten van Albanië en maar 19 kilometer verwijderd van Griekenland.
- Thessaloniki, Griekenland
- Cluj-Napoca, Roemenië
- Mitrovica, Kosovo
- Verona, Italië
- Los Alcázares, Spanje

### S
Sarandë, gelegen in het zuidwesten van Albanië tegen de Adriatische Zee.
- Korfoe, Griekenland

Shkodër, gelegen in het noordwesten van Albanië tegen het Meer van Shkodër.
- Ulcinj, Montenegro
- Gjakovë, Kosovo
- Podgorica, Montenegro

### T
Tirana, gelegen in centraal Albanië. De stad is de hoofdstad van Albanië.
| - Ankara, Turkije - Athene, Griekenland - Barcelona, Spanje - Boekarest, Roemenië - Brussel, België - Bursa, Turkije - Cobourg, Canada | - Florence, Italië - Genua, Italië - Grand Rapids, Verenigde Staten - Kiev, Oekraïne - Madrid, Spanje - Marseille, Frankrijk - Moskou, Rusland | - Parijs, Frankrijk - Peking, China - Praag, Tsjechië - Pristina, Kosovo - Rome, Italië - Seoul, Zuid-Korea - Sofia, Bulgarije | - Stockholm, Zweden - Turijn, Italië - Vilnius, Litouwen - Zagreb, Kroatië - Zaragoza, Spanje - Podgorica, Montenegro - Ulcinj, Montenegro |

### V
Vlorë, gelegen in het westen van Albanië tegen de Adriatische Zee.
- İzmir, Turkije
- Hollywood, Verenigde Staten
- Monopoli, Italië